# Kabinett Bossart II
Das Kabinett Bossart II bildete vom 1. Januar 1909 bis zum 10. November 1918 die von Großherzog Adolf Friedrich V., seinem Nachfolger Adolf Friedrich VI. und dem Schweriner Großherzog Friedrich Franz IV. als Verweser eingesetzte Landesregierung von Mecklenburg-Strelitz.
Der Reformbedarf der veralteten Behördenstruktur war nach dem Tod von Großherzog Friedrich Wilhelm II. 1904 immer dringlicher geworden und führte mit Erlass der Verordnung über die Organisation der obersten Landesbehörden vom 16. Dezember 1908 zur Einrichtung einer Ministerialverfassung nach dem Vorbild von Mecklenburg-Schwerin zum 1. Januar 1909. Damit wurden die bisherigen Regierungsinstitutionen, Staatsministerium, Regierung, Lehnkammer, Kammer- und Forstkollegium, Baudepartement und Finanzkommission als Fachministerien eines Staatsministeriums neu gebildet. Sie wurden als Ministerialabteilungen bezeichnet. Den Vorsitz führte ein Staatsminister. Die Leiter der Abteilungen wurden als Staatsräte bezeichnet.
Das Kabinett wurde im Zuge der Novemberrevolution 1918 am 10. November 1918 von Friedrich Franz IV. entlassen und durch das Kabinett Stubmann ersetzt, in dem erstmals die politischen Mehrheitsparteien des Reichstags die Macht übernahmen.
| Amt                                                                                              | Name             |
| Staatsminister Großherzogliches Haus Justiz, Unterricht, geistliche und Medizinalangelegenheiten | Heinrich Bossart |
| Inneres                                                                                          | Martin Selmer    |
| Finanzen1                                                                                        | Otto von Dewitz  |

1 Die Ministerialabteilung für Finanzen beinhaltete die Abteilung für Domänen, Forsten und Bauten.